# Лонский, Владислав Олегович
Владислав Олегович Лонский (укр. Владислав Олегович Лонський, позывной — Страйк; 13 мая 1998, Киверцы — 20 сентября 2022, Оскол) — украинский военнослужащий, капитан, участник российско-украинской войны. Герой Украины (2024, посмертно).

## Биография
Владислав Лонский родился 13 мая 1998 года в городе Киверцы Волынской области. В 2013 году окончил местную общеобразовательную школу № 4. С 2014 по 2015 год обучался в Волынском областном лицее с усиленной военно-физической подготовкой имени Героев Небесной Сотни.
После лицея поступил в Одесскую военную академию по специальности «Управление действиями подразделений десантно-штурмовых войск». В 2019 году с отличием окончил академию, получив звание лейтенанта. Был назначен командиром взвода в 80-ю отдельную десантно-штурмовую бригаду, позже возглавил роту. С 2019 года неоднократно участвовал в ООС на востоке Украины. В июне 2021 года получил звание старшего лейтенанта, а в апреле 2022 года — капитана.
С первых дней полномасштабного вторжения России в Украину Владислав Лонский принимал участие в боях на востоке и юге страны, включая Херсон, Бахмут, Пески, Краматорск, Белогоровку и Изюм. Он командовал 2-й десантно-штурмовой ротой 3-й батальонной тактической группы 80-й отдельной десантно-штурмовой бригады. Его подразделение форсировало реки Северский Донец, Оскол и закрепилось на левом берегу.
20 сентября 2022 года Владислав Лонский погиб в результате танкового обстрела возле села Оскол Изюмского района Харьковской области. Похоронен 24 сентября 2022 года в родном городе Киверцы.

## Награды
- Звание «Герой Украины» с удостоением ордена «Золотая Звезда» (24 февраля 2024, посмертно) — за личное мужество и героизм, проявленные в защите государственного суверенитета и территориальной целостности Украины, верность военной присяге[3].
- Орден Богдана Хмельницкого II степени (28 сентября 2022) — за личное мужество и высокий профессионализм, проявленные в защите государственного суверенитета и территориальной целостности Украины, верность военной присяге[4].
- Орден Богдана Хмельницкого III степени (21 апреля 2022) — за личное мужество и высокий профессионализм, проявленные в защите государственного суверенитета и территориальной целостности Украины, верность военной присяге[5].